# Fantasistykker, op.45
Les Fantasistykker, op. 45 sont un cycle de cinq pièces pour piano de la compositrice norvégienne Agathe Backer Grøndahl, écrites en 1897.

## Contexte et création
Agathe Backer Grøndahl compose ses Fantasistykker en 1897. Elles sont dédiées à Inga Lunde,  la sœur de la compositrice. La pièce la plus connue du cycle a ensuite été arrangée pour orchestre par .

## Structure
L'œuvre comprend cinq pièces :
1. Ungdomssang
2. Zephyr
3. Sommervise
4. Gyngende
5. Vals Caprice